# Bruno Valdez
Bruno Amílcar Valdez (Villa Hayes, 6 ottobre 1992) è un calciatore paraguaiano, difensore del Cerro Porteño in prestito dal Boca Juniors e della nazionale paraguaiana.

## Carriera

### Nazionale
Viene convocato per la Copa América Centenario del 2016.

## Palmarès

### Club

#### Competizioni nazionali
- Campionato paraguaiano: 1

Cerro Porteño: 2015
- Campionato messicano: 1

América: Apertura 2018
- Coppa del Messico: 1

América: Clausura 2019
- Supercoppa del Messico: 1

América: 2019